# 缀天螺
缀天螺（学名：Diala bella）是天螺科天螺属的一种迷你貝。

## 形態描述
螺殼長2.7到4.0毫米，直徑1.7到2.0毫米:117，呈圓錐狀卵形，薄身，有強烈凸輪:117。
殼白色，螺塔高五圈，胎殼佔三圈半，頂端光滑。有軸向肋。殼口呈圓形；外唇薄，有時部分分離:117。

## 分佈
本物種分佈於夏威夷至日本一帶:117和台灣綠島，常见于水深5-45米的细沙底质:117。

## 異名
WoRMS並不認同Kay (1979)認為Scaliola caledonica Crosse, 1872是本物種的異名:117的論點：WoRMS同時收錄有Scaliola caledonica及Scaliola bella兩個物種。